# Margaretha Reichardt
Pour les articles homonymes, voir Reichardt.
Margaretha « Grete » Reichardt (née le 6 mars 1907 à Erfurt et décédée le 25 mai 1984 à Erfurt également) est une designer textile et graphiste allemande. Elle a dirigé son propre atelier de tissage indépendant à Erfurt.

## Biographie

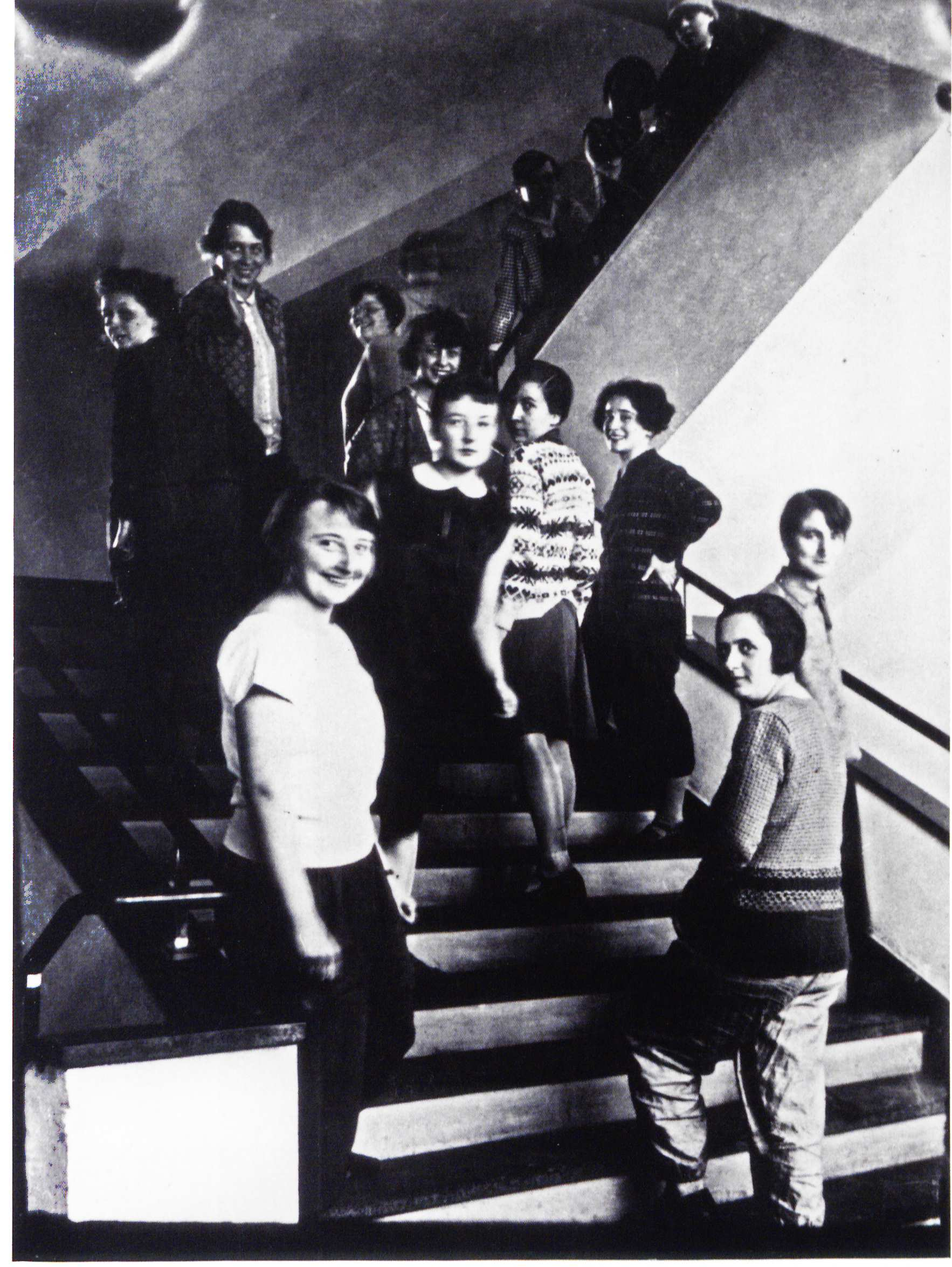
Reichardt (en haut à gauche) avec la classe de tissage (1927-28) sur les escaliers du Bauhaus.

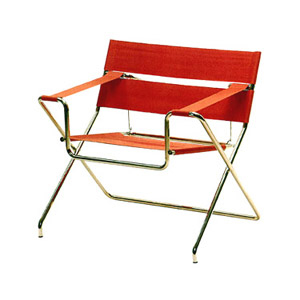
Fauteuil pliant D4 de Marcel Breuer avec les sangles en fil de fer développées par Grete Reichardt (ici en réédition de la société Tecta).

Margaretha « Grete » Reichardt est née le 6 mars 1907 à Erfurt, en Allemagne. Son père est maître tailleur et bedeau de l'église catholique Saint-Severus. La famille vit à Severihof, un bâtiment important appartenant à l'église et surplombant la place de la cathédrale d'Erfurt. Elle est fille unique.
Après avoir terminé sa scolarité à Erfurt, Margaretha Reichardt entame une formation de quatre ans à l'École des arts appliqués d'Erfurt en 1921, avec une dérogation car elle n'a que quatorze ans. Elle y obtient le titre d'artisane qualifiée.
En 1923, elle participe à une excursion scolaire pour visiter la première exposition du Bauhaus à la Haus am Horn. Enthousiasmée par ce qu'elle y voit, elle postule en 1925 à l'École du Bauhaus à Dessau.

### Le Bauhaus
Au Bauhaus, elle suit le cours préliminaire de Josef Albers et László Moholy-Nagy avant d'être dirigée vers l'atelier de tissage comme le sont la plupart des femmes. Elle y travaille sous la direction d'abord de Georg Muche, puis, à partir de 1927, de Gunta Stözl qui est la seule femme maître du Bauhaus. En même temps, elle suit l'enseignement de Paul Klee, Joost Schmidt et Wassily Kandinsky.
Grete Reichardt réussit l'examen de compagnon du Bauhaus en 1929 et obtient son diplôme du Bauhaus en 1931.
De 1930 à l'été 1931, Grete Reichardt devient maître d'atelier indépendante dans l'atelier de tissage du Bauhaus. Au printemps de 1931, avec Herbert von Arend et Ilse Voigt, elle mène une cabale contre Gunta Stölzl. Elle lui attribue des inclinations homosexuelles et la harcèle au sujet de son mari juif Arieh Sharon. Cette fronde ainsi que les hostilités politiques contre Gunta Stölzl, contraignent cette dernière à démissionner. De leur côté, Reichardt, Voigt et von Arend seront exclus temporairement du Bauhaus à titre de sanction.

#### Jouets en bois
Durant sa première année au Bauhaus, Grete Reichardt imagine deux jouets en bois qui seront commercialisés par la société de jouets Naef en Suisse. Steckpuppen (ou poupées à piquer)  est un ensemble de trois figures en bois peintes de couleurs vives sur des épingles métalliques, qui peuvent être déplacées sur leur base en bois. Hampelmann (pantin) est une figure en bois peinte, avec des membres articulés qui s'agitent quand une corde est tirée.

#### Eisengarn
Grete Reichardt bénéficie de l'enseignement de plusieurs personnalités du Bauhaus, notamment Gunta Stölzl.
À partir de 1927, elle expérimente différents fils et tissus, améliore les propriétés du fil appelé Eisengarn, un matériau en coton ciré très résistant et durable. Aucun métal n'entre dans la composition du fil en fait. Le tissu qu'on en fabrique est brillant et très résistant aux déchirures. Le fil avait été développé déjà au milieu du XIXe siècle et fabriqué en quantité en 1875 mais Margaretha Reichardt en améliore la qualité pendant qu'elle est au Bauhaus. Elle en tisse des bandes résistantes et indéformables que Marcel Breuer  utilisera plus tard comme pour ses meubles en acier tubulaire, comme la chaise club B 3 - plus tard connue sous le nom de Chaise Wassily - ou la chaise pliante D4. Les tissus qu'elle développe ont été utilisés pour couvrir les sièges d'avion dans les années 1930. Elle développe en outre des tissus aux propriétés insonorisantes et réfléchissantes et conçoit de nombreux tapis tissés.

#### Autres projets textiles
Le Bauhaus attache une grande importance à la collaboration avec l'industrie ; le personnel et les élèves sont impliqués dans de nombreux projets à l'extérieur de l'école.
Les textiles de l'élève Grete Reichardt sont utilisés dans les meubles de la Bundesschule des Allgemeinen Deutschen Gewerkschaftsbundes (ADGB) (École fédérale de la Confédération générale des syndicats allemands), construite entre 1928 et 1930, à Bernau, près de Berlin. Hannes Meyer et Hans Wittwer en sont les architectes. Cette école fait maintenant partie du site du patrimoine mondial du Bauhaus.
Elle participe également au café du Altes Theater (Vieux théârtre) de Dessau, à l'occasion de sa reconstruction en 1927.

### Vie professionnelle
En 1932, Grete Reichard effectue un voyage de travail et d'études d'un an aux Pays-Bas. Elle étudie la typographie avec le designer Piet Zwart et devient directrice d'un atelier de tissage à La Haye.

#### Tissage Grete Reichardt
Elle retourne ensuite dans sa ville natale d'Erfurt en 1933 et ouvre le Tissage manuel (Handweberei Grete Reichardt) en 1934 à l'aide de métiers à tisser qu'elle a rachetés au Bauhaus au moment de sa fermeture. L'atelier a jusqu'à cinq apprentis simultanément et, au total, Grete Reichardt a formé cinquante apprentis durant sa vie.
Elle épouse Hans Wagner (1906-1981) en 1936 et utilise parfois le nom Wagner-Reichardt à cette époque. Hans dirige un ateleir photographique avec son frère. Margaretha lui apprend à tisser et ils travaillent alors ensemble à l'atelier de tissage.
En 1939, le couple construit une maison et un atelier à Bischleben à la périphérie d'Erfurt. Grete vivra et travaillera là jusqu'à la fin de sa vie.
Avec ses apprentis, elle conçoit de nombreux tissus, des tapisseries murales, des tapis, des tissus décoratifs, des revêtements de meubles et des tissus pour vêtements. L'atelier crée également des textiles pour des musées, des théâtres et d'autres bâtiments publics. Cependant ses créations n'ont que rarement passé le cap de la fabrication en série. Mais, bien que fabriqués à la main, les tissus sont vendus dans des magasins ordinaires et à des prix abordables.
À l'époque du national-socialisme, elle est membre de la Chambre de la culture du Reich. À partir de 1936, elle expose ses textiles tissés à la main dans divers musées et lors d'expositions d'artisanat, notamment en 1936 au musée Grassi de Leipzig. Ses créations sont récompensées à l'Exposition universelle de Paris en 1937. À la Triennale de Milan en 1939, elle reçoit une médaille d'or pour les dessins de textiles industriels. En 1942, Grete Reichardt a réussi son examen de maîtrise.
En 1946, elle enseigne pendant une année dans la section textile de la Meisterschule für Handwerk und Handwertskunst (École supérieure pour l'artisanat) à Erfurt.
Après la Seconde Guerre mondiale, elle réalise des créations textiles pour les musées, les théâtres et les institutions publiques. Peu de temps après la guerre, elle participe à des expositions internationales avec ses créations. À la Triennale de Milan en 1951, elle reçoit un diplôme d'honorifique pour ses tapisseries Gobelin tissées à la main.
Le couple Wagner-Reichardt divorce en 1952. Après ça, Hans dirige son propre atelier de tissage à Erfurt-Hochheim.
Dans l'Allemagne de l'Est communiste, de petites entreprises indépendantes comme l'atelier de tissage de Margaretha Reichardt sont autorisées. Mais les matières premières sont rares et contrôlées par le gouvernement, qui favorise les entreprises publiques. Afin d'obtenir les matériaux qui lui sont nécessaires, Margaretha doit négocier sans arrêt avec les autorités et elle utilise également ses contacts en Occident, en particulier en Scandinavie, qui lui envoient des matières premières.
En 1953, un soulèvement populaire en Allemagne de l'Est, entraîne l'intervention des troupes soviétiques à Berlin-Est cours de laquelle de nombreux civils sont tués. Cette année-là, Grete Reichardt se voit proposer plusieurs postes à l'Ouest (à la Hochschule für bildende Künste (université des beaux-arts) à Hambourg, à l'université de Cassel et celle de Munich) qui lui auraient permis de déménager l'Allemagne de l'est mais elle ne les a pas acceptés.
Grete Reichardt tisse à la main une des trois tapisseries pour la restauration de la cathédrale Sainte Hedwige à Berlin en 1963.
Par la suite, Margaretha Reichardt obtient encore de nombreuses récompenses : en 1964, le prix « Good Form » au salon de Leipzig, le certificat honorifique du ministère de la Culture en 1969, de la Chambre des métiers et de l' Association des artistes plasticiens de la République démocratique allemande.
Le 2 décembre 1976 Grete Reichardt est une des dix-huit anciens « Bauhausiens » (anciens membres du personnel et élèves du Bauhaus) qu assistent à la réouverture officielle de l'immeuble du Bauhaus à Dessau après sa restauration per le gouvernement de la République démocratique allemande.

### Décès
Margaretha Reichardt meurt soudainement dans sa maison, à Erfurt-Bischleben, le 25 mai 1984, à l'âge de 77 ans. Elle aura géré son atelier jusqu'à sa mort.
Une rue porte le nom de Grete Reichardt dans une nouvelle zone de développement sur le Ringelberg dans la banlieue d'Erfurt, où les rues portent des noms d'artistes célèbres du Bauhaus.

## Maison-musée
Dans le quartier Bischleben d'Erfurt, la maison de Margaretha Reichardt, conçue par l'artiste du Bauhaus Konrad Püschel en 1939, a été transformée en musée. Des métiers à tisser originaux sont exposés dans l'atelier de l'artiste. Le bâtiment, classé monument technique depuis 1987, est désormais géré par l' Angermuseum d'Erfurt.

## Expositions (sélection)
- 1950 :Grete Reichardt-Wagner, musée du château d'État de Rudolstadt
- 1967/1968 : Grete Reichardt, Weberin - Walter Gebauer, Keramiker - Prof. Günther Laufer, Kunstschmied, musée Eisenach de Thuringe, Château sur le marché ; musée du château Gotha; Château de Friedenstein.
- 1968 : Grete Reichardt, Weberin - Walter Gebauer, Keramiker - Prof. Günther Laufer, Kunstschmied, Kunstgewerbemuseum Berlin (château de Köpenick)
- 1977 : Grete Reichardt: Textilgestaltung, collections d'art de Weimar.
- 1994 : Margaretha Reichardt, Textilkunst : 1907–1984, Angermuseum Erfurt.
- 1995 : Margaretha Reichardt, Textilkunst : 1907–1984, collections d'art de l'université de Leipzig.
- 2009 : Margaretha Reichardt -  von der Bauhausschülerin zur Meisterin der Textilkunst, Apolda
- 2009 : Margaretha Reichardts Schüler, Apolda.
- 2009 : Margaretha Reichardt, Erfurt.